# The Stick Season Tour
Il The Stick Season Tour è il terzo tour di concerti del cantautore statunitense Noah Kahan, a supporto del suo terzo album in studio, Stick Season.

## Scaletta
Questa scaletta è tratta dal concerto del 12 ottobre 2022, a Charleston. Non è, perciò, rappresentativa di tutti gli spettacoli del tour.
1. False Confidence
2. All My Love
3. Everywhere, Everything
4. Animal
5. New Perspective
6. Glue Myself Shut
7. Growing Sideways
8. Maine
9. Come Over
10. Northern Attitude
11. She Calls Me Back
12. Passenger
13. Carlo's Song
14. Godlight
15. Homesick
16. Orange Juice
17. Young Blood
18. The View Between Villages
19. Stick Season
20. Mess

## Date
| Data             | Città             | Stato        | Luogo                              |
| Nord America     | Nord America      | Nord America | Nord America                       |
| ---------------- | ----------------- | ------------ | ---------------------------------- |
| 12 ottobre 2022  | Charleston        | Stati Uniti  | Charleston Music Hall              |
| 13 ottobre 2022  | Atlanta           | Stati Uniti  | The Eastern                        |
| 15 ottobre 2022  | Charlotte         | Stati Uniti  | The Fillmore                       |
| 16 ottobre 2022  | Silver Spring     | Stati Uniti  | The Fillmore Silver Spring         |
| 19 ottobre 2022  | Philadelphia      | Stati Uniti  | The Fillmore Philadelphia          |
| 20 ottobre 2022  | New York          | Stati Uniti  | The Rooftop at Pier 17             |
| 21 ottobre 2022  | Northampton       | Stati Uniti  | Calvin Theatre                     |
| 22 ottobre 2022  | Boston            | Stati Uniti  | MGM Music Hall at Fenway           |
| 24 ottobre 2022  | New York          | Stati Uniti  | Hard Rock Hotel                    |
| 25 ottobre 2022  | Portland          | Stati Uniti  | State Theatre                      |
| 27 ottobre 2022  | South Burlington  | Stati Uniti  | Higher Ground Music Hall           |
| 28 ottobre 2022  | South Burlington  | Stati Uniti  | Higher Ground Music Hall           |
| 29 ottobre 2022  | South Burlington  | Stati Uniti  | Higher Ground Music Hall           |
| 30 ottobre 2022  | South Burlington  | Stati Uniti  | Higher Ground Music Hall           |
| 1° novembre 2022 | Toronto           | Canada       | History                            |
| 4 novembre 2022  | Madison           | Stati Uniti  | The Sylvee                         |
| 5 novembre 2022  | Minneapolis       | Stati Uniti  | First Avenue                       |
| 8 novembre 2022  | Boulder           | Stati Uniti  | Boulder Theater                    |
| 11 novembre 2022 | Fort Collins      | Stati Uniti  | Washington's                       |
| 12 novembre 2022 | Salt Lake City    | Stati Uniti  | The Depot                          |
| 16 novembre 2022 | Portland          | Stati Uniti  | PNC Live Studio (Crystal Ballroom) |
| 18 novembre 2022 | San Francisco     | Stati Uniti  | The Regency Ballroom               |
| 19 novembre 2022 | Los Angeles       | Stati Uniti  | Wiltern Theatre                    |
| 20 novembre 2022 | San Diego         | Stati Uniti  | The Observatory North Park         |
| 16 novembre 2022 | Killington Resort | Stati Uniti  | Bud Light Seltzer Stage            |
| Europa           |                   |              |                                    |
| 15 novembre 2023 | Dublino           | Irlanda      | National Stadium                   |
| 16 novembre 2023 | Glasgow           | Regno Unito  | O2 Academy Glasgow                 |
| 17 novembre 2023 | Birmingham        | Regno Unito  | O2 Academy                         |
| 19 novembre 2023 | Bristol           | Regno Unito  | O2 Academy Bristol                 |
| 20 novembre 2023 | Londra            | Regno Unito  | O2 Forum Kentish Town              |
| 21 novembre 2023 | Londra            | Regno Unito  | O2 Forum Kentish Town              |